# Prostituição na África

Descriminalização – sem penalidades criminais para a prostituição
Legalização – prostituição legal e regulamentada
Abolicionismo – prostituição é legal, mas atividades organizadas como bordéis e cafetões são ilegais; prostituição não é regulamentada
Neo-abolicionismo – ilegal comprar sexo e para envolvimento de terceiros; legal vender sexo
Proibicionismo – prostituição ilegal
Legalidade varia conforme leis locais

O status legal da prostituição na África varia amplamente. Na prática, costuma ser comum, em parte impulsionada pela extensa pobreza em muitos países da África Subsaariana, e é um dos fatores da prevalência de AIDS na África (36,9 % na África Subsaariana). Senegal e Costa do Marfim permitem o funcionamento de bordels. Em outros países, a prostituição pode ser legal, mas não se autorizam bordéis. Em alguns lugares onde a prostituição é ilegal, a aplicação da lei é rara.
Relações sexuais transacionais são particularmente comuns na África Subsaariana, muitas vezes envolvendo homens mais velhos e mulheres ou meninas mais jovens. Em muitos casos, a mulher pode permanecer fiel ao namorado, enquanto ele tem múltiplos parceiros sexuais. Em ambas as situações, o sexo transacional aumenta o risco de infecção por HIV. Dessa forma, o sexo transacional contribui para a disseminação da AIDS na África.
Esta página utiliza a classificação da ONU por sub-regiões.

## África Central

### Angola
A prostituição em Angola é ilegal e tornou-se prevalente desde a década de 1990. A prostituição cresceu ainda mais ao final da guerra civil em 2001. A proibição não é aplicada de forma consistente. Muitas mulheres recorrem à prostituição devido à pobreza. Estimou-se em 2013 que havia cerca de 33 000 trabalhadoras do sexo no país. Muitas mulheres provenientes da Namíbia entram ilegalmente no país, muitas vezes pela municipalidade de Curoca, e viajam para cidades como Ondjiva, Lubango e Luanda para atuarem como prostitutas.

### Camarões
A prostituição em Camarões é ilegal mas tolerada, especialmente em áreas urbanas e turísticas. Na capital, Yaoundé, a principal área de prostituição é o bairro Mini Ferme. A UNAIDS estima que haja 110 000 trabalhadoras do sexo no país.
Os Camarões atraem turismo sexual vindo do Ocidente, especialmente para exploração infantil. O governo camaronesa tentou coibir esse comércio por meio de acordos multilaterais, como a adesão à Federação Universal das Associações de Agentes de Viagens (UFTAA).

### República Centro-Africana
A prostituição é legal e comum na República Centro-Africana. O aliciamento ou lucro com a prostituição de terceiros é ilegal, assim como coagir pessoas à prostituição. A punição inclui multa e até um ano de prisão, ou cinco anos em casos envolvendo menores.
O tráfico humano e a prostituição infantil são problemas no país. Estudo de 2017 mostrou que cerca de dois terços das prostitutas na capital, Bangui, trabalhavam em regime parcial para complementar renda ou pagar estudos. As de tempo integral costumam frequentar hotéis, bares e boates em busca de clientes abastados, especialmente franceses, recebendo apelidos como "pupulenge" (libélulas) ou "gba moundjou" (olha o branco). As que atuam em áreas mais pobres são conhecidas como "kata".

### Chade
A prostituição no Chade é ilegal, mas comum, especialmente em centros urbanos e no sul do país. A UNAIDS estima cerca de 1 200 prostitutas no país. Muitas são provenientes dos Camarões.
Como em muitos países da África Subsaariana, o HIV é um problema no Chade. Trabalhadoras do sexo compõem um dos grupos de maior risco. Falta de informação sobre a infecção, baixo uso de preservativos e acesso precário à saúde contribuem para uma prevalência de HIV de 20 % — percentual possivelmente maior na região do Lago Chade.

### República Democrática do Congo
A prostituição na República Democrática do Congo é legal mas o código penal pune cafetões, bordéis, exploração da promiscuidade e prostituição forçada. A incitação de menores ou a promoção da prostituição alheia também são crimes. A UNAIDS estimou 2,9 milhões de trabalhadoras do sexo no país. Muitas são estrangeiras ou crianças de rua acusadas de bruxaria.
Durante o período colonial e anos posteriores à independência, o Ministério da Saúde emitiu carteirinhas para profissionais do sexo e oferecia exames médicos, mas o sistema foi abandonado nos anos 1980. Leis de ordem pública são por vezes aplicadas contra trabalhadoras do sexo. Prostitutas de rua relatam assédio, violência e extorsão pela polícia.

### Guiné Equatorial
A prostituição na Guiné Equatorial é ilegal. A UNAIDS estima cerca de 6 000 prostitutas no país. O tráfico sexual é um problema no país. Algumas mulheres chinesas envolvem-se em prostituição na Guiné Equatorial.

### Gabão
A prostituição no Gabão é ilegal. A UNAIDS estima cerca de 400 prostitutas no país. O tráfico sexual é um problema no Gabão.
Durante seu julgamento em Paris em 1995, o estilista italiano Francesco Smalto admitiu ter fornecido prostitutas parisienses ao então Presidente do Gabão, Omar Bongo, para assegurar um contrato de alfaiataria de 600 000 USD por ano.

### República do Congo
A prostituição na República do Congo é ilegal, mas comum. O governo quase não faz cumprir a proibição.
O tráfico sexual é um problema no país.

## África Oriental

### Burúndi
A prostituição no Burúndi é ilegal mas comum e em crescimento. A prostituição é prevalente em todo o país, especialmente na maior cidade e antiga capital, Bujumbura, e, antes da crise de segurança de 2015, nas áreas turísticas ao redor do Lago Tanganica. A UNAIDS estima 51 000 prostitutas no Burúndi. Muitas mulheres recorrem à prostituição por causa da pobreza.
Anteriormente, a aplicação da lei fazia pouco para conter a prostituição. Pressões políticas, incluindo do prefeito de Bujumbura, Freddy Mbonimpa, levaram a surtos de repressão em todo o país.
O HIV, o tráfico sexual e a prostituição infantil são problemas no país.

### Comores
A prostituição nas Comores é ilegal. Pratica-se abertamente em hotéis frequentados por estrangeiros. A UNAIDS estima cerca de 200 prostitutas nas ilhas.
As Comores são país de origem de crianças sujeitas ao tráfico sexual interno. Mulheres e meninas são vítimas de tráfico sexual nas Comores. Os comorianos podem ser especialmente vulneráveis devido à falta de controle de fronteiras, corrupção administrativa e redes criminosas internacionais de tráfico humano.

### Djibuti
A prostituição em Djibuti é ilegal, mas tolerada. A UNAIDS estima cerca de 2 900 prostitutas no país. Muitas trabalham em bares e boates. Há um bairro vermelho em Cidade de Djibuti.
Devido à posição estratégica, tropas dos Estados Unidos, China, França, Japão, Arábia Saudita, Itália, Rússia, Espanha, Alemanha e Reino Unido estão estacionadas em bases em Djibuti. A presença dessas tropas aumenta a demanda por prostituição. Em investigação de 2015, constatou-se que quase metade do Departamento de Engenharia da Tennessee Army National Guard havia usado prostitutas durante sua estada em Djibuti.

### Eritreia
A prostituição em Eritreia é legal e regulamentada. Dados oficiais apontam cerca de 2 000 prostitutas no país, que não podem atuar perto de escolas, hospitais e igrejas. Segundo o relatório de 2009 dos Relatórios de Direitos Humanos dos EUA, forças de segurança às vezes seguem mulheres que se envolveram em prostituição e prendem aquelas que passaram a noite com estrangeiros. Algumas entram na profissão devido à pobreza.
As prostitutas são conhecidas localmente como "shermuta" em árabe, ou "mnzerma" e "me'amn" em tigrínia.

### Etiópia
A prostituição na Etiópia é legal, mas o aliciamento (manter bordéis, lucrar com a prostituição etc.) é ilegal conforme o Artigo 634 do Código Penal etíope, revisado em maio de 2005. Muitos consideram que isso contribuiu para a maior incidência de AIDS. A UNAIDS estima mais de 29 358 prostitutas nas grandes cidades.
A Etiópia tornou-se destino de turismo sexual, inclusive para turismo sexual infantil.
Em 2015, a roteirista e diretora de cinema etíope Hermon Hailay dirigiu o filme Price of Love, inspirado em suas experiências de convivência com prostitutas.

### Quênia
A prostituição no Quênia é generalizada. A situação legal é complexa. Embora a prostituição não seja criminalizada pela lei nacional, regulamentos municipais podem proibí-la. (Nairóbi baniu todo o trabalho sexual em dezembro de 2017). É ilegal lucrar com a prostituição de terceiros e incentivar, obrigar ou compelir alguém à prostituição (Seções 153 e 154 do Código Penal).
Muitos estrangeiros participam do turismo sexual, especialmente em resortes na costa. Milhares de meninas e meninos se dedicam à prostituição infantil em tempo integral devido à pobreza na região.

### Madagáscar
A prostituição em Madagáscar é legal e comum, especialmente em áreas turísticas. Atividades relacionadas, como solicitação, aliciamento, viver dos ganhos da prostituição ou manter bordel são proibidas. Leis de ordem pública também visam as prostitutas. Há leis recentes contra “conviver com prostitutas”. Quem paga sexo com menores de 14 anos pode pegar até 10 anos de prisão. Aplica-se rigorosamente a turistas. Além das áreas turísticas, a prostituição ocorre perto de cidades mineiras, como Ilakaka e Andilamena. Estimou-se 167 443 trabalhadoras do sexo em 2014.

### Maláui
A prostituição no Maláui é legal e comum em hotéis e bares urbanos e turísticos. Viver dos lucros da prostituição é ilegal. Em 2015, estimou-se 20 000 trabalhadoras do sexo no país.
A prostituição ocorre nos centros madeireiros de Luwawa, Nthungwa, Raiply e Kalungulu. As profissionais trabalham em cabanas junto às vilas na floresta.
O tráfico humano, o HIV e a prostituição infantil são problemas no país.

### Maurício
A prostituição em Maurício é ilegal mas ocorre em partes de Port Louis e outras cidades. Muitos recorrem à prostituição por causa da pobreza. A UNAIDS estima 6 223 prostitutas no país.
O país é destino de turismo sexual, especialmente turismo sexual infantil.

### Mayotte
A prostituição em Mayotte ocorre na via circular e nas vilas de Mtsapere e Kaweni no município de Mamoudzou. Muitas prostitutas são imigrantes ilegais de Madagáscar e Comores, transportadas à noite em barcos kwassa-kwassa. Uma área em Passamainty, também em Mamoudzou, usada para drogas e prostituição, foi destruída pelos moradores em julho de 2016.

### Moçambique
A prostituição em Moçambique é legal e amplamente praticada, e o país também abriga bordéis ilegais. A maioria da população vive abaixo da linha da pobreza, criando terreno fértil para o desenvolvimento da prostituição.
A chegada de forças de paz da ONU resultou em expansão da indústria sexual. Em 1992, a prostituição alcançou tal proporção que foi criado um mediador entre militares e cafetões e prostitutas. O tema ganhou discussão internacional em meados dos anos 1990, quando o vice-chefe da missão da ONU, Behrouz Sadri, acusou seus próprios soldados de comprar sexo de menores.

### Reunião
Após a lei francesa proibindo a “solicitação passiva” em 2003, a prostituição de rua em Reunião foi drasticamente reduzida. Muitas agora usam classificados em jornais como “Clicanoo” (Journal de l'île de La Réunion) e a internet. Estudantes da Université de La Réunion às vezes recorrem à prostituição para custear os estudos.

### Ruanda
A prostituição é ilegal em Ruanda. Em todos os aspectos. Prostitutas, clientes e terceiros (cafetões, donos de bordéis) são criminalizados pelo Código Penal. Entretanto, projeto de novo Código Penal que não proíbe a prostituição foi apresentado ao Parlamento em dezembro de 2017.
Devido à extrema pobreza, muitas mulheres foram forçadas à prostituição para sobreviver. Em 2012, estimou-se 12 278 trabalhadoras do sexo no país. Acredita-se que 45,8 % dessas trabalhadoras sejam portadoras de HIV.

### Seicheles
A prostituição nas Seicheles é ilegal, mas continua prevalente. A polícia geralmente não prende prostitutas, exceto em casos de outros crimes. Muitas das cerca de 586 prostitutas nas ilhas são estrangeiras.

### Somália
A prostituição na Somália é ilegal. Embora existam casamentos forçados em áreas sob controle insurgente, há geralmente pouca prostituição voluntária e sexo pré-marital, segundo a African Medical Research and Education Foundation (AMREF). Em 2016, a UNAIDS estimou 1 957 trabalhadoras do sexo na Somália.
O tráfico sexual e a prostituição infantil são problemas no país.

### Sudão do Sul
A prostituição no Sudão do Sul é legal, mas atividades relacionadas como solicitação ou bordéis são ilegais.
Desde a independência do Sudão em julho de 2011, a prostituição expandiu-se significativamente, impulsionada pela chegada de profissionais do sexo de países vizinhos. Em Juba, o número de prostitutas passou de poucos milhares na independência para cerca de 10 000 em 2014. Juba concentra muitos residentes estrangeiros, incluindo trabalhadores humanitários e pessoal da ONU — muitos são homens solteiros ou casados longe de casa, cuja relativa riqueza atrai mulheres e meninas do Sudão do Sul, Quênia, Congo, Uganda e Cartum.
Trabalhadoras do sexo sofrem assédio e violência pela polícia.

### Tanzânia
A prostituição na Tanzânia é ilegal, mas difundida. Muitas mulheres e meninas são forçadas à prostituição por pobreza, falta de emprego, cultura e desestruturação familiar. Estudantes universitários recorrem à prostituição por necessidade econômica.
O tráfico sexual e a prostituição infantil são grandes problemas.
O país é destino de turismo sexual, inclusive turismo sexual feminino e infantil, especialmente em resorts costeiros e em Zanzibar.

### Uganda
A prostituição em Uganda é ilegal segundo o Código Penal de 1950, mas amplamente praticada. Muitos recorrem à prostituição devido à pobreza e falta de oportunidades. Estudo com professores em 2008 mostrou que alguns se tornam prostitutas para aumentar a renda; uma trabalhadora do sexo pode ganhar até 1,5 milhão de xelins ugandeses (≈ £ 439) por mês, valor equivalente ao salário anual de um professor de ensino médio. Há muitas prostitutas quenianas no país.
O tráfico sexual, o HIV, e a prostituição infantil são problemas no país.

### Zâmbia
A prostituição na Zâmbia é legal e comum. Atividades relacionadas como solicitação e aliciamento são proibidas. A UNAIDS estima 9 285 prostitutas na capital, Lusaka. Muitas recorrem à prostituição por pobreza. Trabalhadoras do sexo relatam que a aplicação da lei é corrupta, inconsistente e abusiva.
Em Lusaka, algumas prostitutas matriculam-se em faculdades para conseguir alojamento e atuar de lá.
A Zâmbia enfrenta grave problema de prostituição infantil. Há crença errônea de que ter relação com virgem cura AIDS. O HIV e o tráfico sexual também são problemas no país.

### Zimbábue
A prostituição no Zimbábue e atos relacionados — solicitação, aliciamento e manutenção de bordel — são ilegais mas prolífica.
A grave crise econômica forçou muitas mulheres a se tornarem trabalhadoras do sexo.
Em 1983, houve esforço para eliminar o trabalho sexual pós-independência, com centenas de mulheres detidas até provar que não eram prostitutas, caso contrário eram enviadas a campos de reassentamento. Vários grupos de mulheres apoiaram a medida, vendo-a como fortalecimento do casamento.

## África Setentrional

### Argélia
A prostituição na Argélia é legal, mas a maioria das atividades relacionadas, como bordéis e solicitação, são criminalizadas.
Em razão da arabização, do crescimento do islamismo e da agitação civil após a recessão decorrente da queda do petróleo nos anos 1980, os bordéis foram proibidos em 1982. Isso forçou muitas prostitutas a trabalharem nas ruas. Contudo, dois bordéis continuam em funcionamento sob regras herdadas da ocupação francesa, com registro e exames médicos, com conivência das autoridades argelinas.

### Egito
A prostituição no Egito é ilegal. Embora a polícia combata oficialmente, a prostituição persiste no Egito. As prostitutas incluem egípcias, russas e várias outras nacionalidades.
No Egito Antigo, prostitutas eram respeitadas e até vistas como sagradas, pois as primeiras instituições de prostituição floresceram nos templos dos deuses. O deus Amon envolvia-se sexualmente com muitas mulheres sob rito religioso. Famílias davam suas filhas mais belas aos sacerdotes; após envelhecerem, podiam sair e muitas exerciam prostituição até casarem.

### Líbia
A prostituição na Líbia é ilegal, mas comum. Desde a “Revolução Popular” de 1973, leis baseadas na sharia do crime de zina punem prostitutas com até 100 chibatadas. Exploração de prostitutas, viver de seus ganhos ou gerir bordel é proibido pelo Artigo 417 do Código Penal líbio. Comprar serviços sexuais não é proibido por lei, mas pode violar a sharia.
Muitas profissionais são nigerianas (mais de 1 000 em 2015). Também há profissionais de outros países da África Subsaariana, como Gana, Libéria e Serra Leoa. Muitas foram traficadas para a Líbia sob promessa de trabalho na Itália e acabam na prostituição para quitar dívidas, na esperança de seguir viagem.

### Marrocos
A prostituição é ilegal em Marrocos desde a década de 1970. Em 2015, o Ministério da Saúde estimou 50 000 prostitutas no país, a maioria na região de Marrakech.
Muitas crianças são vulneráveis pela rigidez das leis de adoção. A crescente reputação de destino de pedófilos levou Marrocos a assinar tratados internacionais para enfrentar o problema. A prostituição masculina existe, mas é estigmatizada. Serviços de saúde para trabalhadoras do sexo incluem OPALS.

### Sudão
A prostituição no Sudão é ilegal, mas generalizada. A UNAIDS estima 212 493 prostitutas no país.

### Tunísia
A prostituição era legal e regulamentada até 2022, quando foi proibida pelo governo.

## África Austral

### Botsuana
A prostituição em Botsuana não é ilegal em si, mas leis como desordem pública, vagabundagem, permanência ociosa e disposições religiosas reconhecidas pelo Estado são usadas para processar prostitutas. Atividades relacionadas, como solicitação e manutenção de bordéis, são ilegais. Botswana propôs legalizar a prostituição para prevenir a disseminação da AIDS. Contudo, houve grande oposição da Igreja Católica. A prostituição é disseminada e ocorre nas ruas, bares, hotéis, bordéis e cabines de caminhões de longa distância.
O complexo comercial Gaborone West e as ruas ao redor são a principal área de prostituição na capital, Gaborone. O distrito Itekeng, em Francistown (conhecido localmente como 'Doublers'), é a principal área de prostituição na cidade. A maioria das prostitutas em ambas as cidades é zimbabuense.

### Eswatini
A prostituição em Eswatini é ilegal, com leis anti-prostituição que remontam a 1889, quando Swazilândia era um protetorado da África do Sul. A aplicação da lei é inconsistente, especialmente perto de áreas industriais e bases militares. A polícia tende a ignorar a prostituição em clubes. Há repressões periódicas pela polícia.
A senadora Thuli Mswane e ONGs como a Swaziland AIDS Support Organisation (SASO), a Sex Workers Education and Advocacy Taskforce (SWEAT) e a Mpumalanga Treatment Action Campaign (TAC) recomendaram que a prostituição fosse legalizada em Swazilândia, para que pudesse ser regulamentada, reduzir danos às prostitutas e limitar a propagação do HIV.
Tráfico de pessoas, prostituição infantil e HIV são problemas no país.

### Lesoto
A prostituição no Lesoto é legal, mas a solicitação e o envolvimento de terceiros são criminalizados pelo artigo 55 do Código Penal. Estima-se que haja 6.300 prostitutas em Maseru e no Distrito de Leribe.
O HIV é endêmico no país, especialmente entre as profissionais do sexo, que têm prevalência de HIV de 71,9%.

### Namíbia
A prostituição na Namíbia é legal e uma prática comum e muito prevalente. Atividades relacionadas, como solicitação, aliciamento e administração de bordéis, são ilegais. Um estudo do Banco Mundial estimou cerca de 11.000 prostitutas na Namíbia.
A prostituição ocorre em todo o país, particularmente em áreas de fronteira, corredores de transporte, Baía de Walvis e na capital Windhoek. A maioria das prostitutas é namibiana, mas há também um número significativo de profissionais vindas da Zâmbia, Botsuana e Angola. A maioria trabalha de forma independente e poucas têm cafetões.
A maior parte das profissionais na Namíbia atende clientes na rua ou em bares. Bares frequentemente têm um quarto para uso das profissionais, e bordéis geralmente têm um bar, tornando tênue a linha entre um bar e um bordel. Algumas profissionais mais sofisticadas são contatadas por celular ou internet e trabalham em clubes e hotéis de alto padrão.

### África do Sul
A prostituição é ilegal na África do Sul tanto para compra quanto para venda de sexo, assim como atividades relacionadas, como manter bordéis e cafetões. Contudo, permanece difundida. A aplicação da lei é fraca.
Em 2013, estimou-se que havia entre 121.000 e 167.000 prostitutas na África do Sul.
O HIV, prostituição infantil (incluindo turismo sexual) e tráfico humano são problemas no país.

## África Ocidental

### Benim
A prostituição no Benim é legal, mas atividades relacionadas, como manter bordéis e lucrar com a prostituição de terceiros, são ilegais. A UNAIDS estima cerca de 15.000 prostitutas no país. A maioria é migrante de países vizinhos, principalmente Nigéria, Togo e Gana. Apenas 15% das profissionais são beninesas. A prostituição ocorre nas ruas, bares, restaurantes, hotéis e bordéis. Com o advento do smartphone, muitas profissionais usam aplicativos para combinar encontros.
Muitas mulheres entram na prostituição por razões econômicas. Algumas jovens beninesas aprendem inglês para trabalhar como profissionais na Nigéria, onde a indústria do sexo é próspera.
Em áreas rurais, viúvas recorrem discretamente à prostituição para sustentar a família. Essa tradição cultural não é vista como prostituição pela comunidade, mas como método de preservar o nome da família. Filhos dessas relações levam o sobrenome do falecido marido. Não é incomum que uma viúva tenha cinco filhos após a morte do marido.

### Burquina Faso
A prostituição em Burquina Faso não é especificamente proibida por lei, mas aliciamento e cafetinagem são ilegais. A sociedade aceita relações sexuais apenas dentro do casamento. Em 2009, a Voice of America relatou aumento de prostitutas devido à pobreza. O aumento gerou temores de mais infectados por HIV/AIDS.
Em Ouagadougou, principal área de prostituição é o distrito de Dapoya.
Apesar de a homossexualidade ser ilegal, há prostituição masculina, especialmente em áreas turísticas.

### Cabo Verde
A prostituição em Cabo Verde é legal e comum. Não há leis específicas exceto para tráfico e prostituição infantil. A UNAIDS estima 1.400 prostitutas em Cabo Verde, muitas de Gana e Senegal antes de expulsas pela polícia. Algumas recorrem à prostituição por pobreza.
O turismo sexual, inclusive infantil, é comum em Santa Maria e resorts de praia em Sal. As ilhas também recebem turismo sexual feminino.

### Costa do Marfim
Na Costa do Marfim, a prostituição (troca de sexo por dinheiro) é legal, mas atividades associadas, como solicitação, cafetinagem ou gestão de bordéis, são ilegais. As profissionais relatam fiscalização esparsa e corrupção. A polícia às vezes as assedia e exige propina ou favores sexuais. Prostitutas transgênero frequentemente são alvo de violência pela polícia e soldados. Em 2014, estimou-se 9.211 prostitutas no país. A guerra civil deixou muitas mulheres sem emprego, levando algumas à prostituição.
Em Abidjan, a maioria das prostitutas vem de Gana, Nigéria, Togo, Mali, Senegal e outros países da África Ocidental, sendo as ganesas o maior grupo.

### Gâmbia
A prostituição na Gâmbia é ampla, mas ilegal. A maioria das prostitutas na Gâmbia é senegalesa. A prostituição ocorre nas praias, bares e hotéis da costa. No interior, ocorre principalmente em bares. Os bares são frequentemente alvo de operações policiais e as estrangeiras deportadas, retornando em poucos dias.
A taxa de HIV entre prostitutas é alta.

### Gana
A prostituição em Gana é ilegal, mas difundida, a ponto de muitos ganeses desconhecerem a proibição. Há crescimento de turismo sexual, prostituição infantil e tráfico humano. Altas taxas de desemprego e pobreza impulsionam o setor. O desemprego leva adolescentes ao sexo comercial. Alta vulnerabilidade ao HIV.
Algumas profissionais em Gana lutam pela legalização da prostituição, e há debates.

### Guiné
A prostituição em Guiné é ilegal. Estima-se 8.357 prostitutas no país.
Segundo o Trafficking in Persons Report de 2014, mulheres tailandesas, chinesas e vietnamitas também são forçadas à prostituição na Guiné.

### Guiné-Bissau
A prostituição na Guiné-Bissau é comum e não há leis específicas. Em 2016, estimou-se 3.138 prostitutas no país. Frequentemente associada a outros crimes: muitos cafetões também são traficantes de drogas. A pobreza leva muitas mulheres à prostituição e dependência de cocaína.
Muitas profissionais em Bissau e outras cidades são mulheres Manjako de Caio, na Região de Cacheu. Elas aguardam em cômodos reservados para clientes ou vão a bares em busca de trabalho. Prostitutas de Caio também viajam para Ziguinchor (Senegal) e Banjul (Gâmbia) para trabalhar.

### Libéria
A prostituição na Libéria é ilegal, mas comum. Estima-se 1.822 prostitutas no país. Assim como na Serra Leoa, a prostituição infantil aumentou após a guerra civil.

### Mali
A prostituição é legal no Mali, mas atividades de terceiros, como aliciamento, são ilegais. A prostituição é comum em cidades malianas. A UNAIDS estima 35.900 prostitutas no país. A prostituição está em expansão, muitas por causa da pobreza.
Em Bamako, muitas prostitutas são nigerianas e de outros países da África Ocidental. Em julho e agosto, influxo de estudantes da região que atuam como prostitutas nas férias. Há também muitos bares chineses onde ocorre prostituição. Estima-se que as profissionais chinesas enviem 2 bilhões de francos CFA para a China anualmente. Muitas nigerianas trabalham perto da Mina de Ouro de Morila.

### Mauritânia
A prostituição na Mauritânia é ilegal. Estima-se 315 prostitutas no país. Na capital, Nouakchott, há um bairro de luz vermelha no distrito El Mina. A aplicação da lei é ineficaz e corrupta.

### Níger
A prostituição no Níger é ilegal mas comum em cidades, perto de minas e bases militares. A UNAIDS estima 46.630 profissionais no país. Muitas se voltaram à prostituição por pobreza.
Algumas nigerianas atravessam a fronteira para se prostituir, pois são perseguidas na Nigéria islâmica, onde o castigo é 50 chicotadas para "aliciamento de mulher". Em 2017, o governo ordenou repressão à prostituição em todo o país.

### Nigéria
A prostituição na Nigéria é ilegal em todos os Estados do Norte que adotam a lei islâmica. No Sul, atividades de cafetões, prostituição infantil e operação de bordéis são penalizadas pelos artigos 223, 224 e 225 do Código Penal nigeriano. Embora a lei nigeriana não legalize o trabalho sexual, é ambígua quanto a indivíduos que atuam independentemente, sem cafetões ou bordéis.
A Nigéria tornou-se grande exportadora de mulheres para prostituição. O vice-presidente do Senado, Ike Ekweremadu, propôs projeto para legalizar a prostituição.

### São Tomé e Príncipe
A prostituição em São Tomé e Príncipe é ilegal. A UNAIDS relata 89 prostitutas na capital, São Tomé. Quando as ilhas foram colonizadas pelos portugueses em 1493 sob Álvaro Caminha, havia prostitutas entre os degredados enviados para a colônia.

### Senegal
A prostituição em Senegal é legal e regulamentada. As profissionais devem ter pelo menos 21 anos, registrar-se na polícia, portar cartão sanitário válido e testar negativo para infecções sexualmente transmissíveis. É legal desde 1969 vender sexo desde que a profissional esteja registrada, seja maior de 21 anos, faça exames médicos regulares e apresente relatório médico atualizado à polícia quando solicitado, conforme o Código Penal (artigos 318 a 327 bis). A idade média das profissionais é 28 anos. Senegal é o único país da África a legalizar e regular a prostituição. A única condição é que seja discreto. A prostituição foi legalizada em 1966.

### Serra Leoa
A prostituição em Serra Leoa é legal e comum. Solicitação e envolvimento de terceiros são proibidos pelo Sexual Offences Act 2012. A UNAIDS estima 240.000 prostitutas no país. São chamadas localmente de ‘serpentes’ pelo som sibilante usado para atrair clientes.
Desde o fim da guerra civil de dez anos, houve aumento da prostituição infantil, especialmente entre crianças que lutam para sobreviver. Isso ocorre apesar da ilegalidade da prostituição infantil.

### Togo
A prostituição em Togo é legal e comum. Atividades relacionadas, como solicitação, viver dos rendimentos de outras prostitutas ou aliciamento, são proibidas. A pena pode chegar a 10 anos de prisão se envolver menores ou violência.
Em 2014, estimou-se 10.284 profissionais no país. Pesquisa de 2011 indicou que 51% atuam em bares e 26% em bordéis. Cerca de metade está em Lomé. Pesquisa de 2015 apontou aumento de 180% entre 2005 e 2015, com 75% dos profissionais togoleses e 15% ganesas. É comum prostituição transfronteiriça com países vizinhos.